# Kebab
Kebab (preko turskog: kebap, od arapskog: كباب, käbāp, 'pečeno meso') naziv je za razna jela s ražnja ili roštilja s Bliskog istoka. Osnovu čini janjetina, govedina ili piletina, razne vrste povrća i umaci.
Kebab se priprema na razne načine. U Europi je najčešći döner i jufka, SIS, ili iskender kebab. Vrlo je rasprostranjen u svijetu. Meso za kebab obično se peče u okomito postavljenom ražnju koji se okreće.
Meso se kombinira s kruhom i raznim povrćem (uglavnom zelena salata, zelje, rajčice i luk) i raznim umacima.